# Navelli
Navelli ist eine italienische Gemeinde in der Provinz L’Aquila in den Abruzzen und zählt (Stand 31. Dezember 2023) 569 Einwohner. Die Gemeinde liegt etwa 30,5 Kilometer ostsüdöstlich von L’Aquila, gehört zur Comunità montana Campo Imperatore-Piana di Navelli, ist Mitglied der Vereinigung I borghi più belli d’Italia (Die schönsten Orte Italiens) und grenzt unmittelbar an die Provinz Pescara. 

## Geschichte
Bereits im 4. Jahrhundert vor Christus befand sich im heutigen Gemeindegebiet eine Siedlung namens Incelurae. Ein Herkulestempel befand sich nahe der heutigen Kirche Santa Maria in Cerulis.

## Verkehr
Hier geht die Strada Statale 153 della Valle del Tirino nach Bussi sul Tirino von der Strada Statale 17 dell'Appenino Abruzzese e Appulo Sannitica von Antrodoco nach Foggia ab.